# Más Deporte
Más Deporte fue un programa radial deportivo, transmitido por Radio Nacional de Chile. El programa debutó en febrero de 1983, en reemplazo del programa deportivo Chile Deportivo, que estaba bajo la dirección del desaparecido periodista chileno Gustavo Aguirre, antes llamado Tribuna Deportiva y Ronda Deportiva cuando la radio se llamaba Corporación.
Este programa fue considerado y es recordado como uno de los clásicos programas deportivos de la radiodifusión chilena, junto a sus respectivos competidores: Deporte Total de Radio Minería (1978-1998), La Chispa del Deporte de Radio Chilena (1979-1998, 2002-2006), Ovación en Cooperativa (1980-1994), Súper Deporte (1984, 1987-1990) y Todo Gol (1991-1993) de Radio Agricultura, Estadio en Portales (1988-2004, 2008-presente), Los Gigantes del Deporte de Radio Gigante (1988-1989), Golazo de Radio Monumental (1989-1994) y La Sintonía Azul de Radio Santiago (1990-2004, 2007-2023).
Más Deporte tuvo cuatro etapas importantes: la primera con Milton Millas, la segunda con Néstor Isella, la tercera con Eduardo Bonvallet y la cuarta con Gerardo Ayala Pizarro.

## Primera etapa (1983-1993)
Esta es una de las mejores épocas que se recuerden de este programa deportivo, en esos años Másdeporte llegó a ser uno de los programas líder en sintonía deportiva radial, su eslogan era Másdeporte de Radio Nacional de Chile, un país en sintonía.
Tal vez, la virtud más grande que tenía el programa, era la asertiva dirección de su creador, el periodista y excomentarista deportivo Milton Millas Bauerle (conocido como "El Loco Milton", "El Lebo", "AeroMilton" y "Miltonteras"), quien popularizó el fútbol en los estratos socioeconómicos altos y medios altos, captando y orientando su publicidad hacia esos sectores, fichando en su equipo a exfutbolistas como Sergio Livingstone (quien a finales de 1985 dejó Radio Minería en donde hacía dupla con el fallecido periodista Julio Martínez en el recordado programa Deporte Total), Alberto Fouillioux, Elías Figueroa, entre otras figuras de primer nivel y contando con el apoyo de estar en una entonces emisora estatal como Radio Nacional de Chile, Másdeporte cubría los más importantes eventos deportivos nacionales e internacionales como los Mundiales de Fútbol, Copa Libertadores de América, Copa América, Copa Davis, Juegos Olímpicos, Juegos Panamericanos, Vuelta Ciclista de Chile, entre otros. Con el retorno a la democracia, específicamente en el gobierno de Patricio Aylwin, Milton Millas y su equipo se fueron de Radio Nacional de Chile a finales de 1993 y el 1 de enero de 1994 llegaron a Radio Agricultura, en donde se mantuvieron hasta el 31 de diciembre de 2017.
| Comentaristas - Milton Millas (1983-1993) - Néstor Isella (1983-1985) - Raúl Pizarro Rivera (1983-1984) - Juan Carlos "Caco" Villalta Atlagic (1984-1991) - Max Walter Kautz Castro (1984-1987) - Héctor Vega Onesime (1984-1987, enero-mayo 1988) - Alberto Fouillioux (1985-1988, 1990-1993) - Sergio Livingstone (1986-1993) - Héctor "Tito" Awad (1986-1988, Tenis) - Elías Figueroa (1988-1990) - Marco Antonio Cumsille Eltit (1990-1993) - Gerardo Ayala Pizarro (1991-1992) Relatores - Milton Millas (1983-1992) - Gustavo Aguirre (1983-1984) - Hans Marwitz Halbwachs (1983-1984, 1986-1989) - Esteban Lob Levi (1983) - Gustavo Eissmann Collao (1983-1990) - Juan Hernán Antivil Morales (1986-1990, 1992-1993) - Juan Carlos Carabantes (1990-1991) - Juan Ramón Cid Vásquez "J.R." (1991-1993) - Héctor "Tito" Garrido Cabezas (1992) | Reporteros/Informadores de Cancha - Esteban Lob (1983) - Juan Carlos "Caco" Villalta (1983-1984) - Jorge Abufhele (1983-1984) - Héctor "Tito" Awad (1983-1988) - Max Walter Kautz (1983-1984) - Roberto Enrique Vallejos (1983-1987) - Jorge Abuhadba Merino (1984-1985) - Juan Manuel Ramírez Barrenechea (1985-1989) - Patricio Millas Blanco (1986-1990) - Juan Ramón Cid "J.R." (1986-1991) - Sebastián Saldaña (1986-1987) - Pablo Espinoza Ovando (1988-1993) - Patricio Oñate (1988-1993) - Eugenio Cornejo Correa (1991-1992) - Manolo Fernández (1992-1993) - Pablo Millas Blanco (1992) - Arturo Manzur (1992-1993) - Francisco Sougarret (1993) - José Manuel Saldaña (1992-1993) - Mauricio Contreras (1993) - Rodrigo Pozo (1993) - Waldo Barraza (1993) Estadísticas - Oscar Rebolledo (1983) - Juan Manuel Ramírez (1985) - Álvaro Lara Vera (1992-1993) Locutores Comerciales - Enrique Balladares (1983-1990) - Carlos Sapag Hagar (1983-1984) - José "Pepe" Abarca (1983-1989) - Rodolfo Cepeda (1983-1993) - Luis Antonio Gamboa Baeza (1983-1988) - Marcelo González Godoy (1991-1993) - Ricardo Calderón (1992) - Mauricio Sanhueza (1992-1993) Producción - Mauricio Ramírez Barrenechea Dirección General - Milton Millas Bauerle |

## Segunda y tercera etapa (1994-1996)
Después de la salida de Milton Millas y su equipo a Radio Agricultura en enero de 1994 para el nuevo programa deportivo Viva el Deporte (después llamado Deportes en Agricultura desde julio de 1998), Másdeporte siguió al aire, pero bajo la dirección general del recordado exfutbolista y comentarista deportivo argentino Néstor Isella, la producción del periodista Gerardo Ayala Pizarro y con un nuevo equipo encabezado por Isella, Ayala, Eugenio Cornejo y el exfutbolista Alberto Quintano (comentaristas), Hans Marwitz, Carlos Alberto Campusano, Sebastián Saldaña "El Poeta del Gol" y Arturo Manzur (relatores), los ya mencionados Saldaña, Manzur, Álvaro Sanhueza, Fernando Sepúlveda, Miguel Basualto, Francisco Sougarret y Rodrigo Sepúlveda (reporteros) y la participación especial de Mirko Jozic, Lukas Tudor, Jorge "Koke" Contreras y Sergio Bernabé "Superman" Vargas en algunos partidos, además de tener un estilo completamente diferente de Millas y su equipo. Locutores Comerciales: Mauricio Sanhueza, Juan Ignacio Abarca, Marco Humberto Báez y Wilson Castro. En enero de 1995, el "Gringo" Marwitz dejó Másdeporte y se fue al programa Al Aire Libre en Cooperativa como relator principal y fue reemplazado por Héctor "Tito" Garrido. Regresó el periodista Patricio Oñate (desde Viva el Deporte de Radio Agricultura) como reportero y comentarista y debutó el ex árbitro Juan Pablo Torrens como comentarista.
Así, con la efervescencia y expectativas del público de tener una Selección Chilena aguerrida con miras a Francia '98, el exfutbolista y comentarista deportivo Eduardo Bonvallet, quien venía de Radio Portales donde era comentarista del programa Estadio en Portales, llegó a la Nueva Radio Nacional de Chile, a fines de 1995 para asumir como director de Másdeporte el 2 de enero de 1996 y a partir de ese día, se convertiría en el comentarista deportivo más escuchado y seguido del país, debido a su estilo franco y directo (que en ocasiones rayaba en lo frontal). Esta situación representaba los opuestos de Milton Millas, Julio Martínez y Sergio Livingstone, quienes solían hacer comentarios comprometidos con dirigentes y futbolistas. En este período tomaron protagonismo varios periodistas, comentaristas y relatores deportivos como Eugenio Cornejo, Marco Sotomayor, Rodrigo Norambuena y Rodrigo Sepúlveda, entre otros.
Conocido por sus polémicos comentarios, Bonvallet y su equipo se retiraron de Radio Nacional de Chile, el 18 de noviembre de 1996, luego que el entonces dueño de la emisora, Santiago Agliati Gambino, diera la orden de cortar la transmisión desde la planta transmisora, en el momento en que Bonvallet denunciaba hechos de corrupción por parte de los entonces directivos del club Colo-Colo, Peter Dragicevic Cariola y Jorge Vergara Núñez, quienes finalmente llevarían a la quiebra al club en enero de 2002.
| Comentaristas - Eduardo Bonvallet - Marco Sotomayor (también Subdirector del programa) - Orlando Escárate - Eugenio Cornejo - Rodolfo Larraín - Daniel Pérez Pavez - Danilo Díaz Relatores - Carlos Alberto Campusano - Claudio Palma - Héctor "Tito" Garrido | Reporteros/Informadores de Cancha - Cristián Peñailillo - Rodrigo Norambuena - Rodrigo Sepúlveda - Miguel Basualto - Francisco Sougarret - Rodolfo Araos - Hernán Hernández Estadísticas e Informaciones - Daniel "Mota" Mardones Locutores Comerciales - Marcelo González Godoy - Luis Antonio Gamboa - Marco Humberto Báez Dirección General Eduardo Guillermo Bonvallet Godoy |

## Cuarta etapa (1996-2014)
Luego de la polémica salida de Eduardo Bonvallet y su equipo de Radio Nacional de Chile en noviembre de 1996, regresó al aire el Másdeporte histórico con dilatadas figuras del periodismo deportivo, la locución nacional e influyentes comentaristas y relatores, que le dieron un nuevo aire a la Nueva Radio Nacional de Chile, sin embargo, la salida de profesionales a diferentes medios de comunicación del país y del extranjero irían mermando el programa hasta provocar un lapso de emisiones intermitentes, que se dieron a partir de 2005 cuando Ricardo Carrasco, último director de la radio, se fue a trabajar al exterior. También existieron algunas experiencias sin resultado del programa con Carlos Alberto Campusano, Marco Sotomayor y Eduardo Lira en 2000, pero ese proyecto no tuvo el éxito esperado. Másdeporte se mantuvo preferentemente con programa de estudios, a los partidos de fútbol, tenis y otros deportes, sólo acudían a hacer notas.
Más Deporte Histórico
| Comentaristas - Gerardo Ayala Pizarro (1996-1999) - Rodolfo Larraín (1996-1997) - Arturo Manzur (1997-1998) - Alberto Quintano (1997) - Orlando Escárate (1997) - Hernán Solís Valenzuela (1997-1998) - Manuel Astorga (1997-1998) - Antonio Hartmann (1998, Tenis) - Fernando Riera (1998) - José Daniel Morón (1998) - José Riquelme (1998-1999) - Michael Müller Salomón (1998) - Rubén Espinoza (1998) - Víctor Sforzini (1998-1999) - Sergio Ried (Tenis) - Eduardo Lira (1999-2000) - Marco Sotomayor (1999-2000) - Rodrigo Sabag - Max Walter Kautz (2003) - Néstor Isella (2003-2005) - Eduardo Butto Nazar "Buttomático" - Sasha Mitjaew - Guido Mateluna (2004) - Juan Carlos Oñate (2004) entre otros. Relatores - Carlos Alberto Campusano (1996-1997, 1999-2000) - Claudio Palma (1996-1997, 1999) - Héctor "Tito" Garrido (1996-1999) - Ricardo Carrasco Patiño (1997-1999) - Sebastián Saldaña (1998-1999) - Daniel Martínez (1998-1999) - Juan Espinoza Cataldo (1999) - Juan Manuel Ramírez (2003) | Estadísticas e Informaciones - Daniel Enrique "Mota" Mardones Locutores Comerciales - Marco Humberto Báez - José "Pepe" Abarca - Luis Antonio Gamboa Dirección General - Gerardo Ayala Pizarro (1996-1999) |